# Vincas Jomantas
Vincas Jomantas (Kaunas, 24 september 1922 – Melbourne, 19 december 2001) was een Australische tekenaar en beeldhouwer.

## Leven en werk
Jomantas werd geboren in Kaunus, de tweede stad van Litouwen. Al op jonge leeftijd kreeg hij les van zijn vader, die schilder en graficus was, in diens atelier in Vilnius. Hij bezocht de kunstacademie in Vilnius en na de Tweede Wereldoorlog van 1946 tot 1948 de Akademie der Bildenden Künste in München.
In 1948 emigreerde Jomantas naar Australië, waar hij zich eerst in Perth vestigde en in 1951 verhuisde naar Melbourne. Hij verdiende de kost als arbeider in een houtfabriek in de deelstaat West-Australië en als huisschilder in de deelstaat Victoria. Hij was ook werkzaam in de meubelindustrie. In 1961 werd hij aangesteld als docent beeldhouwkunst aan de kunstfaculteit van het Royal Melbourne Institute of Technology (RMIT). Tot 1987 was hij aan het RMIT verbonden als hoofd van het sculpture department. Hij ontwikkelde zich als een abstracte beeldhouwer. Zijn meest gebruikte materialen waren hout, metaal en brons.

## Centre Five group
In 1961 werd tijdens een bijeenkomst, die was georganiseerd door Julius Kane, de Centre Five Group of sculptors of Centre 5 opgericht. De Centre 5 Group werd genoemd naar het vijfpuntenplan, dat tijdens de bijeenkomst werd opgesteld. Deelnemers aan deze afsplitsing van de Victorian Sculptors' Society waren Clifford Last, Inge King, Norma Redpath, Vincas Jomantas, Teisutis Zikaras, Julius Kane en Lenton Parr. Een van de vijf punten was het contact met het publiek te verbeteren, hetgeen kon worden bereikt door groepsexposities. Door het feit dat zij uit de Sculptors' Society traden, werden hun exposities als concurrentie gezien, hetgeen leidde tot een diepe verdeeldheid in de beeldhouwgemeenschap. De eerste groepstentoonstellingen vonden plaats in 1963, 1964 en 1965. Ook in 1974 en 1984 werden werken van deze beeldhouwers tijdens Centre 5-exposities getoond.

## Werken (selectie)
- Blue Bird (1957), National Gallery of Victoria in Melbourne
- Pursuit of scientific knowledge (1962), Collectie Australian National University
- Awakening of Giants (1967), National Gallery of Australia in Canberra
- Gathering of Souls (1976), National Gallery of Victoria
- Landing object II (1992), McClelland Gallery and Sculpture Park in Melbourne
- Sun Temple (1996), Collectie Monash University

- Art Gallery of South Australia: 6105
- International Standard Name Identifier: 0000 0000 8239 1404
- Library of Congress Control Number: nr93036693
- National Gallery of Victoria: 710
- RKD-Nederlands Instituut voor Kunstgeschiedenis: 42493
- Trove: 548741
- Union List of Artist Names: 500008730
- Virtual International Authority File: 95734413
- WorldCat: E39PBJkhMf7FYxYkCYCtcH7yh3